# Vácuo de poder
Um vácuo de poder (ou vazio de poder) é uma expressão que define uma situação política onde um governo não possui uma autoridade central identificável. A metáfora implica que, como num vácuo físico, outras forças tendem a afluir para preencher o espaço vago, possivelmente  sob a forma de milícia armada, golpe de estado militar, "senhores da guerra" ou ditadores.
O historiador Fernand Braudel comparou a situação da Itália durante a Renascença como uma "zona ciclônica, um enorme vácuo", que podia arrastar exércitos estrangeiros:
"A força das barreiras na Europa oriental e do sudoeste variaram de século para século. Os mundos nômades giravam entre estas áreas de negligência, fraqueza e por vezes, vigilância ineficaz. Uma lei física os arrastava, ora para oeste, ora para leste, dependendo se sua vida explosiva poderia entrar em combustão mais facilmente na Europa, Islã, Índia ou China. A obra clássica de Eduard Fueter chamou a atenção para uma zona ciclônica, um enorme vácuo em 1494 sobre a fragmentada Itália de príncipes e repúblicas urbanas. Toda a Europa era atraída no rumo desta área de baixa pressão criadora de tempestades. Da mesma forma que os furacões persistentemente vergastavam o povo das estepes para leste ou para o oeste, de acordo com as linhas de menor resistência.
Durante ou em seguida a uma guerra civil há frequentemente um vazio de poder de algum tipo. Por exemplo, a Somália é vista correntemente como um vazio de poder, sem governo central ou presidente exercendo controle sobre a suposta "República da Somália".
Um vazio de poder também pode ocorrer após uma crise constitucional, na qual uma grande parte do governo renuncia, criando incerteza quanto a ordem de sucessão para o poder.
Após a II Guerra Mundial, houve um vazio de poder. Então, divisão da Alemanha em dois países, a diplomacia e o governo de Joseph Stalin, o desenvolvimento de bombas atômicas, políticas de contenção do comunismo, o expansionismo da União Soviética e uma crescente falta de confiança (temor de uma hegemonia), foram fatores que conduziram ao surgimento da Guerra Fria.
O conceito é relevante para muitas situações pessoais e organizacionais.